# Olidiana viraktamathi
Olidiana viraktamathi är en insektsart som beskrevs av Nielson 1991. Olidiana viraktamathi ingår i släktet Olidiana och familjen dvärgstritar. Inga underarter finns listade i Catalogue of Life.